# Priwołżsk
Priwołżsk – miasto w Rosji, w obwodzie iwanowskim. W 2010 roku liczyło 16 747 mieszkańców.